# Piffi
Piffi (Originaltitel: Pifou) ist ein Comicstrip und dessen Hauptfigur, geschaffen im Jahr 1958 von Roger Mas. Die Figur schien erstmals in der Ausgabe 685 der französischen Comicmagazins Vaillant in einem Abenteuer des Comics Pif. Die in den 1970er Jahren erschienen Pifou Poche wurden nach den Szenarien von Roger Mas auch von Henri Dufranne und André Schwartz gezeichnet. In Deutschland erschien der Comic als Piffi erstmals im Jahr 1978 in der Ausgabe 131 der Comiczeitschrift Yps.

## Veröffentlichungsgeschichte
Nach der Erstveröffentlichung im Vaillant 1958 im Pif-Comic Tata, Tonton et Doudou emanzipierte sich Pifou ein paar Monate später. In Frankreich erschienen Comicstrips der Reihe bis 1987 im Comicmagazin Pif Gadget sowie von Oktober 1966 bis Juli 1980 in Pifou Poche (122 Folgen), in Le Journal de Pifou (1975), das monatlich erschien, und in den Jahren 1980 bis 1990 in Pifou, le journal des 4 à 7 ans. Von 1978 bis 1998 erschien der Comic im deutschsprachigen Comicheft Yps.

## Inhalt
Piffi ist eine an Pif angelehnte Comicfigur ohne bekannte Abstammung. Ursprünglich war Piffi als Sohn von Pif konzipiert mit unbekannter Mutter. Roger Mas wurde darum gebeten. Bis zur Erschaffung von Brutus im Jahr 1964, lebte Piffi bei Pif und dessen menschlichen Mitbewohnern. Der anthropomorphe Hund kann sprechen, auch wenn er sich im Wesentlichen durch glop! glop! und nix glop! ausgedrückt. Es handelt sich um die beschränkte Ausdrucksweise, über die Welpen verfügen.
Das Fell ist anders als bei Pif gefärbt: Kopf und Rücken sind orange mit schwarzen Flecken (mit schwarzen Ohren), während rund um den Mund, Bauch und Beine weiße Spitzen sind. Er ist kleiner als Pif, mit einem kleineren Nasenspiegel. Pifou hat einen großen, runden Kopf, sodass seine Proportionen eher denen eines Kindes ähneln.
Es koexistiert mit dem tyrannischen Brutus, einer Bulldogge, die schlaksig, wortgewandt und herablassend ist und ihm als Sidekick dient. Piffi lässt sich von ihm nicht einschüchtern, sondern nutzt die Situation zu seinem Vorteil. Der von Natur aus fröhliche, eigenwillige und wenig beeindruckbare Piffi zeigt seine Zustimmung durch „Glop! Glop!“ und seine Missbilligung durch „Nix Glop“ („Pas Glop! Pas Glop!“). In seltenen Fällen, verwendet er zwei Sätze: „ugh!“ („pouah!“), was bedeutet, dass er sein Essen nicht mag, gefolgt von „kchtu!“ (eine Lautmalerei), was er zur Ablehnung derselben Nahrung verwendet. Dadurch ist seine Ausdrucksfähigkeit im Gegensatz zu der seines eloquenten Opponenten stark eingeschränkt. Manchmal gibt Piffi lange Tiraden von sich, was seinen Gesprächspartner überrascht.

## Bibliographie
- 1965: Histoires Inédites avec Pifou, éditions Vaillant
- 1968: Pifou, coll. "Les rois du rire" n°5, éditions Vaillant
- 1969: Pifou, coll. "Les rois du rire" n°8, éditions Vaillant
- 1978: La Lampe de baladin, éditions Vaillant, 1978
- 1986: Glop, Glop, Gloper, coll. "Pif et ses amis", éditions Vaillant
  - 1995: Neuausgabe durch éditions Soleil im Jahr 1995
- 1987: Histoires de rire, coll. "Pif/La Farandole"
  - Neuausgabe durch éditions Soleil im Jahr 1995